# El Manzanillo, Chiapas
El Manzanillo är en ort i Mexiko.   Den ligger i kommunen San Cristobal De Casas och delstaten Chiapas, i den sydöstra delen av landet, 800 km öster om huvudstaden Mexico City. El Manzanillo ligger 1 859 meter över havet och antalet invånare är 239.
Terrängen runt El Manzanillo är kuperad åt nordost, men åt sydväst är den bergig. Runt El Manzanillo är det tätbefolkat, med 459 invånare per kvadratkilometer. Närmaste större samhälle är San Cristóbal de las Casas, 9,0 km norr om El Manzanillo. I omgivningarna runt El Manzanillo växer i huvudsak städsegrön lövskog.